# Joseph Colomb
Pour les articles homonymes, voir Colomb.
Joseph Colomb, né à Essertines-en-Donzy le 19 mars 1902 et mort dans le 8e arrondissement de Lyon le 8 juin 1979, est un philosophe et théologien sulpicien qui fut l'auteur d'un catéchisme catholique dit catéchisme progressif qui, s'inscrivant dans la mouvance progressiste de l'Église catholique, suscita le débat au sein de celle-ci. Il est considéré comme un des grands pionniers de la recherche catéchétique.

## Biographie
Joseph Colomb était lyonnais, prêtre de Saint Sulpice (p.s.s.). Philosophe et théologien, il enseigna la philosophie à Lyon et Autun avant d’être nommé directeur adjoint de l’enseignement religieux à Lyon par le cardinal Pierre Gerlier en 1945. C’est à partir de ce moment que sa pensée catéchétique se fit connaître en France et qu’il se mit à écrire une œuvre « impressionnante » (16 ouvrages entre 1945 et 1957).
Il commença par fonder une école de catéchistes professionnels à Lyon, la première en France, et publia une série de manuels catéchétiques, le Catéchisme progressif, en 1950, qui fit grand bruit et lui valut les attaques des milieux intégristes catholiques en France et une « quasi-condamnation » du Saint-Office.
En 1954, il fut nommé directeur du Centre national de l’Enseignement religieux (CNER). En juillet 1957, sur ordre du Saint Office à la suite d’une initiative du pro-secrétaire du Saint-Office, le cardinal Alfredo Ottaviani lui-même, il lui fut demandé de démissionner de ses fonctions, ainsi que le directeur de l’Institut catéchétique de l’Institut catholique de Paris et deux femmes catéchistes. Sa démission fut effective en février 1958. Joseph Colomb, comme Mgr Charles de Provenchères — archevêque d'Aix et responsable de la catéchèse — ainsi qu’une grande part de l’épiscopat français ne comprirent jamais les vraies raisons de la condamnation du catéchisme progressif. Cependant une part non négligeable des évêques français s'inquiétait, estimant que la pédagogie nouvelle risquait de mettre en cause l’enseignement de la vraie doctrine catholique contenue dans le catéchisme.
Joseph Colomb, s’il est considéré aujourd’hui, avec Josef Jungmann, comme l'un des penseurs principaux du renouveau catéchétique du second tiers du XXe siècle, resta cependant toute sa vie meurtri par ces accusations qu’il considérait comme non fondées. Il affirmait n'avoir jamais voulu brader la doctrine catholique mais il considérait que le catéchisme d’alors était inapte à transmettre la foi. En 1962, il fut appelé à Strasbourg pour fonder un institut de formation de catéchistes et il écrivit un important livre de référence en deux volumes, Le service de l’Évangile, en 1967. Lors de ses obsèques, Mgr Léon-Arthur Elchinger, évêque de Strasbourg, lui demanda pardon au nom de l’Église pour ce qu’il avait subi.

## Le Catéchisme progressif

### Diagnostic
Joseph Colomb ne fut pas le créateur du mouvement catéchétique en France ni en Europe. Depuis le début du XXe siècle, des recherches nouvelles européennes puis françaises commencèrent à se développer. D'abord, un renouveau pédagogique influencé par les théories de l'école nouvelle, puis un renouveau biblique et enfin liturgique. Le génie de Joseph Colomb fut de faire la synthèse de ces mouvements divers.
Ses propositions reposaient sur un diagnostic. La société française n’est plus imprégnée par la culture chrétienne, ce qu'il nomme le catéchuménat social. Or, l'invention du catéchisme par Luther et les catholiques au XVIe siècle reposait sur cet à priori nécessaire. Le catéchisme se présentait comme l’intelligence d’une foi vécue par toute la société de l’époque. À partir du moment où cette foi n’imprégnait plus suffisamment la culture française, le catéchisme par question-réponse ne pouvait à lui seul remplir son office de transmettre la foi catholique. La tâche du catéchiste devenait complexe. Il ne s’agit plus seulement d’instruire sur la foi mais aussi de faire mûrir cette foi. Ainsi, dans le Catéchisme progressif, il sollicita les ressources bibliques, liturgiques et dogmatiques dans une pédagogie plus active. Jamais Joseph Colomb n’avait émis le souhait de supprimer tout enseignement ni de soumettre la doctrine catholique à des théories pédagogiques[réf. nécessaire].

### Nouveau catéchisme
Joseph Colomb est désormais considéré comme maître en pédagogie religieuse et son catéchisme a eu une grande influence sur l'Église de France. Le catéchisme progressif est fondé sur la Bible, initiant les jeunes catholiques à toute la foi chrétienne. Ouvert sur l'œcuménisme, il leur donne une connaissance de la Bible et de la liturgie par une approche pédagogique inspirée à la fois des principes de la pédagogie active et du renouveau catéchétique du début du XXe siècle. L'apport théologique de Colomb était de comprendre la doctrine sous trois formes différentes : toute la vérité de la foi est contenue dans la Bible, mais également dans la liturgie et dans la théologie dogmatique, à chaque selon une manière différente[réf. nécessaire].
Joseph Colomb s'inscrit dans le mouvement bibliste de la catéchèse dont la voie avait été ouverte par des catéchètes comme Germaine Gahery qui avait déjà publié en 1919 La plus belle histoire, voie soutenue dès 1923 par Mgr Maurice Landrieux, évêque de Dijon, et poursuivie par l’abbé Eugène Charles, chargé du cours à l’École Normale catholique de jeunes filles à Paris, et son ouvrage Le catéchisme par l’Evangile. Mais aussi par les grands biblistes sulpiciens comme les Pères Albert Gelin et André Robert.
Joseph Colomb s'inscrit aussi dans le mouvement de renouveau liturgique à la suite de Romano Guardini, Odon Casel ou Louis Bouyer. Il travaillait aussi avec Hélène Lubienska de Lenval et Françoise Derkenne sur une catéchèse plus liturgique et cela influença aussi le catéchisme progressif et son grand ouvrage en 3 volumes : Aux sources du catéchisme.
Joseph Colomb s'inspirera des apports pédagogiques de l’œuvre de Marie Fargues auquel il se référera dans ses propres manuels demeurant cependant moins consensuel que cette dernière du point de vue doctrinal. Dans un livre intitulé Plaie ouverte au flanc de l’Église paru en 1954, il définit les contours de son catéchisme, qui couvre les âges de sept à quatorze ans.
Il définit cinq lois pour un véritable « enseignement didactique éducatif » :
1. - il doit tenir compte des possibilités de l’enfant et du jeune ;
2. - il doit tenir compte de la nature propre du message transmis ;
3. - il doit tenir compte du but poursuivi qui est la foi vive, capable d’agir par la charité
4. - il suppose la conscience claire de ce qu’est ou doit être l’expérience religieuse de l’adulte ;
5. - il estime comme secondaire la question des manuels, de mémoire et de contrôle[12].

### Réception
Parce qu'il fait appel aussi à l'expérience religieuse, pensant que cela remettait en cause les dogmes[réf. nécessaire], le catéchisme progressif de Joseph Colomb sera suspecté par le Saint-Office en 1957 et Colomb prié de démissionner. On lui reproche l'omission de vérités surnaturelles fondamentales comme le péché originel, la divinité de Jésus ou sa mission de Rédemption, ce que Colomb réfuta toujours. Si le Catéchisme progressif fut la cible des intégristes français, du Saint Office et de quelques évêques français, c’est qu’il rendait second le texte du Catéchisme national.
Toutefois, Joseph Colomb sera défendu par plusieurs personnalités de l'épiscopat français tels l'archevêque d'Aix, Charles de Provenchères, le cardinal Achille Liénart de Lille ou encore l'archevêque de Paris Maurice Feltin, agacé de l'attitude des prélats romains envers la France dont ils méconnaissent, à ses yeux, les réalités. Le cardinal Pierre Gerlier de Lyon alla défendre l'ouvrage à Rome et en sauva l'essentiel, tandis que Jean-Marie Villot, secrétaire de l'épiscopat, prend parti pour la méthode Colomb. Ses soutiens permirent un adoucissement des sanctions romaines. Ses positions catéchétiques seront ainsi vite réhabilitées par le directoire de pastorale catéchétique de 1963 (écrit par le cardinal Jean Honoré) qui reprendra à son compte les grandes idées catéchétiques de Joseph Colomb. De même les options théologiques de ce dernier sur la Bible et la liturgie se verront confortées par le Concile Vatican II (1962-1965) notamment dans la constitution sur la Parole de Dieu, Dei Verbum.

## Œuvre
Le catéchisme progressif fut diffusé en fascicules aux éditions Emmanuel Vitte :
- Catéchisme progressif de 7 à 9 ans, I - Parlez Seigneur Jésus !
- Catéchisme progressif, II - Dieu parmi nous,
- Catéchisme progressif, III Avec le Christ Jésus,

Il était accompagné de "livres du Maître" :
- Pour un catéchisme efficace, Tome I : L'organisation d'un catéchisme; Tome II : La vocation de catéchiste, éd. Vitte, 1948
- Aux sources du catéchisme. Histoire Sainte et liturgie, Tome I : Au temps de l'Avent : la promesse ; Tome II : De Noël à Pâques : la vie de Jésus ; Tome III : De Pâques à l'Avent : le Christ Glorieux et l'histoire de l'Église, éd. Desclée de Brouwer, 1949
- La doctrine de vie au catéchisme, Tome I : Vie nouvelle et nouveau royaume; Tome II : Combat spirituel et soucis de l'Église; Tome II : Portrait du chrétien et loi de charité, éd. Desclée de Brouwer, 1953 (Tome III 1954)

### Autres publications
- Plaie ouverte au flanc de l’Église, éd. E. Vitte, 1954
- Le devenir de la foi, coll. "Croire et comprendre", Le centurion, Paris, 1974

### Citation
« Pour chaque âge, on peut parler d’une foi adulte. La foi est adulte si elle répond pleinement à la grâce reçue et avec toute l’humanité dont elle dispose. La sainteté, la plénitude de la foi est en ce sens de tous les âges. Il faut dire qu’il y a une religion adulte de la petite enfance, une autre également adulte de l’adolescence, de l’âge mûr et de la vieillesse. »

### Sources
- Anne Marie Mongoven o.p., The Prophetic Spirit of Catechesis, Paulist Press, 2000, pp 48-52
- Georges Duperray et Christian Ponson, article Colomb, Joseph, in Dictionnaire du monde religieux dans la France contemporaine, éd. Beauchesne, 1994, p. 123, 124, article en ligne
- Abbé Bruno Schaeffer, Cinq siècles de catéchisme et cinquante ans de catéchèse, in Nouvelle revue Certitudes, n°5